# Gindaros
Koordinaten: 36° 23′ 8″ N, 36° 41′ 20,1″ O
Gindaros ist ein Siedlungshügel (Tell) bei Dschindires im Nordwesten von Syrien, der von der Bronzezeit bis in die Spätantike besiedelt war.

## Vor- und Frühgeschichte
Gindaros verfügt über ausgedehnte Siedlungsspuren aus vor- und frühgeschichtlicher Zeit. Die früheste Besiedlung lässt sich für das späte 4. Jahrtausend v. Chr. annehmen. Die am umfangreichsten nachgewiesenen Befunde sind Befestigungs- und Sakralbauten der Mittleren Bronzezeit (etwa die erste Hälfte des 2. Jahrtausends v. Chr.), aber auch aus den Jahrhunderten davor und danach liegen Siedlungsspuren vor. Die eisenzeitlichen Funde beschränken sich allerdings weitgehend auf die frühe Eisenzeit; für die Zeit ab etwa 600 v. Chr. lassen sich kaum noch Keramikstücke oder andere Funde klar nachweisen.

## Hellenistische Neugründung
Nach einer Phase schwacher Besiedlung erfolgte eine intensive Neubelebung in der frühen hellenistischen Zeit, vermutlich unter Seleukos I. um 300 v. Chr. Zu dieser Zeit dürfte der Ort eine Bedeutung als Streckenposten zwischen Antiochia am Orontes und Kyrrhos gehabt haben.
Diese neue Siedlungsphase scheint den archäologischen Befunden und Funden zufolge in erster Linie durch die griechisch-makedonische Kultur geprägt gewesen zu sein. So wurden die Straßenzüge des Ortes nach dem hippodamischen System angelegt; die zwischen den Straßen liegenden Häuserblöcke sind von langrechteckiger Form. Möglicherweise beruht auch der antike Name des Ortes auf einer gleichnamigen Ortschaft in Makedonien, nämlich dem zwischen Pella und Edessa gelegenen „Genderros“ oder „Genderra“. Der Stadtgrundriss ist durch geophysikalische Prospektionen bekannt und zeigt eine kleinteilige Bebauung aus Häusern unterschiedlicher Größe, aber keine einzelnen dominierenden Bauwerke oder Platzanlagen. Eine Befestigung des Tells etwa in Form einer Stadtmauer ließ sich bei den archäologischen Untersuchungen nicht nachweisen. Die Zugänge auf den Tell scheinen hauptsächlich auf der Nord- und Südseite gelegen zu haben; auch ein weiterer Aufgang im Nordosten wird vermutet.

## Weitere Entwicklung der antiken Stadt
Dem Spektrum der dokumentierten archäologische Funde zufolge blieb Gindaros nach seiner Gründung über mehrere Jahrhunderte intensiv besiedelt. 63 v. Chr. nach der Eroberung durch Gnaeus Pompeius Magnus wurde die Stadt Teil der römischen Provinz Syria. 38 v. Chr. besiegten hier die römischen Legionen unter Publius Ventidius Bassus eine parthische Streitmacht unter Führung des parthischen Kronprinzen Pakoros I., der in der Schlacht bei Gindaros sein Leben verlor. 253 n. Chr. wurde der Ort durch den Sassanidenkönig Schapur I. zerstört.
In frühbyzantinischer Zeit kam es zu einer letzten Blüte, und im 4. Jahrhundert war Gindaros Bischofssitz. Für das 6. Jahrhundert ist vermutlich vor allem infolge von Kriegen, Pestwellen und Erdbeben ein unaufhaltsamer Niedergang zu konstatieren; im Zusammenhang mit der Eroberung Syriens durch die Araber im 7. Jahrhundert wird Gindaros nicht mehr erwähnt.
Archäologische Untersuchungen seit 1993 haben ein breites Spektrum hellenistisch-römischer Funde hervorgebracht, so vor allem Keramik, aber auch einen Schatz römischer Silbermünzen und einen Bronzehort. Neben der Kernsiedlung auf dem Tell mit ihrem hippodamischen Straßensystem wurde noch eine mittelrömische Unterstadt identifiziert. Auf das spätantike Bistum der Stadt geht das Titularbistum Gindarus der römisch-katholischen Kirche zurück.